# Stanisław Olejnik (duchowny)
Stanisław Olejnik (ur. 28 kwietnia 1920 w Kaliszu, zm. 16 kwietnia 2014 we Włocławku) – polski duchowny katolicki, infułat, teolog, profesor nauk teologicznych, nauczyciel akademicki Uniwersytetu Warszawskiego, Akademii Teologii Katolickiej (później: Uniwersytetu Kardynała Stefana Wyszyńskiego w Warszawie), Katolickiego Uniwersytetu Lubelskiego i innych uczelni, dziekan Wydziału Teologicznego ATK, specjalista w zakresie teologii moralnej.

## Życiorys
Maturę zdał w Gimnazjum im. Adama Asnyka w Kaliszu. Święcenia kapłańskie przyjął 23 grudnia 1944 na Jasnej Górze w Częstochowie. W 1947 ukończył studia na Wydziale Teologii Katolickiej Uniwersytetu Warszawskiego, gdzie w 1948 uzyskał stopień naukowy doktora nauk teologicznych i został nauczycielem akademickim. Tam też w 1954 na podstawie dorobku naukowego oraz rozprawy pt. Eudajmonizm. Studium nad podstawami etyki otrzymał stopień doktora habilitowanego nauk teologicznych w zakresie etyki i teologii moralnej. Po likwidacji tego wydziału został wykładowcą Wydziału Teologicznego Akademii Teologii Katolickiej w Warszawie. W latach 1953–2002 był wykładowcą Wyższego Seminarium Duchownego we Włocławku, a w latach 1958–1968 na Wydziale Teologii Katolickiego Uniwersytetu Lubelskiego Jana Pawła II. Tytuł naukowy profesora nadzwyczajnego otrzymał w 1973, a profesora zwyczajnego w 1980. Pełnił funkcję dziekana i prodziekana Wydziału Teologicznego ATK.
Był członkiem Międzynarodowej Komisji Teologicznej w Rzymie (1969–1975), przewodniczącym Sekcji Teologów Moralistów w Polsce (1964–1975), Komisji ds. Nauki Katolickiej Episkopatu Polski (1967–1975) i Rady Naukowej Episkopatu (1974–1987).
Był promotorem rozprawy doktorskiej ks. Pawła Góralczyka.
Został pochowany na Cmentarzu Tynieckim przy ul. Łódzkiej w Kaliszu.